# Croixanvec
Croixanvec [kʁwasɑ̃vɛk] est une ancienne commune française, située dans le département du Morbihan en région Bretagne.
Depuis le 1er janvier 2022, elle est une commune déléguée de la commune nouvelle de Saint-Gérand-Croixanvec.

## Géographie
|          | Hémonstoir Côtes-d'Armor |               |
| Kergrist | Croixanvec               | Saint-Gonnery |
|          | Saint-Gérand             |               |

### Climat
Le climat qui caractérise la commune est qualifié, en 2010, de « climat océanique franc », selon la typologie des climats de la France qui compte alors huit grands types de climats en métropole. En 2020, la commune ressort du type « climat océanique » dans la classification établie par Météo-France, qui ne compte désormais, en première approche, que cinq grands types de climats en métropole. Ce type de climat se traduit par des températures douces et une pluviométrie relativement abondante (en liaison avec les perturbations venant de l'Atlantique), répartie tout au long de l'année avec un léger maximum d'octobre à février.
Les paramètres climatiques qui ont permis d’établir la typologie de 2010 comportent six variables pour les températures et huit pour les précipitations, dont les valeurs correspondent à la normale 1971-2000. Les sept principales variables caractérisant la commune sont présentées dans l'encadré ci-après.
| Paramètres climatiques communaux sur la période 1971-2000 - Moyenne annuelle de température : 11,1 °C - Nombre de jours avec une température inférieure à −5 °C : 1,5 j - Nombre de jours avec une température supérieure à 30 °C : 2,1 j - Amplitude thermique annuelle : 11,9 °C - Cumuls annuels de précipitation : 899 mm - Nombre de jours de précipitation en janvier : 14,2 j - Nombre de jours de précipitation en juillet : 6,7 j |

Avec le changement climatique, ces variables ont évolué. Une étude réalisée en 2014 par la Direction générale de l'Énergie et du Climat complétée par des études régionales prévoit en effet que la  température moyenne devrait croître et la pluviométrie moyenne baisser, avec toutefois de fortes variations régionales. Ces changements peuvent être constatés sur la station météorologique de Météo-France la plus proche, « Loudeac », sur la commune de Loudéac, mise en service en 1987 et qui se trouve à 9 km à vol d'oiseau,, où la température moyenne annuelle est de 11,4 °C et la hauteur de précipitations de 901,3 mm pour la période 1981-2010.
Sur la station météorologique historique la plus proche, « Saint-Brieuc », sur la commune de Trémuson, dans le département des Côtes-d'Armor,  mise en service en 1985 et à 43 km, la température moyenne annuelle évolue de 11 °C pour la période 1971-2000, à 11,2 °C pour 1981-2010, puis à 11,4 °C pour 1991-2020.

## Urbanisme

### Typologie
Croixanvec est une commune rurale, car elle fait partie des communes peu ou très peu denses, au sens de la grille communale de densité de l'Insee,,,.
Par ailleurs la commune fait partie de l'aire d'attraction de Pontivy, dont elle est une commune de la couronne. Cette aire, qui regroupe 17 communes, est catégorisée dans les aires de moins de 50 000 habitants,.

### Occupation des sols
L'occupation des sols de la commune, telle qu'elle ressort de la base de données européenne d’occupation biophysique des sols Corine Land Cover (CLC), est marquée par l'importance des territoires agricoles (99,9 % en 2018), une proportion identique à celle de 1990 (100 %). La répartition détaillée en 2018 est la suivante : 
terres arables (82,6 %), prairies (9,5 %), zones agricoles hétérogènes (7,8 %). L'évolution de l’occupation des sols de la commune et de ses infrastructures peut être observée sur les différentes représentations cartographiques du territoire : la carte de Cassini (XVIIIe siècle), la carte d'état-major (1820-1866) et les cartes ou photos aériennes de l'IGN pour la période actuelle (1950 à aujourd'hui).

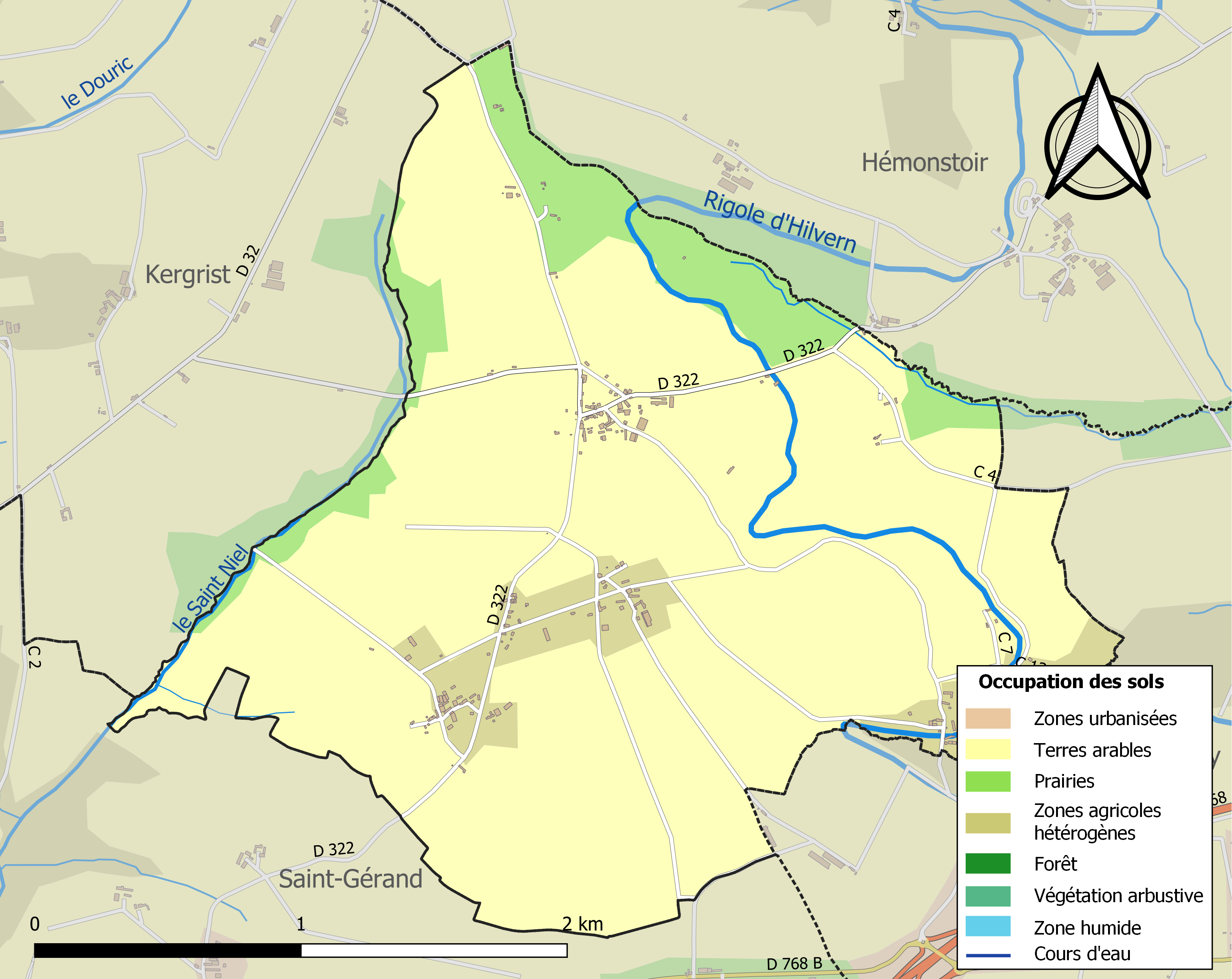
Carte des infrastructures et de l'occupation des sols de la commune en 2018 (CLC).

## Toponymie
Le nom de la commune en breton est Kroeshañveg.
Le nom en gallo est Cressanvè.
Attestée sous les noms de Groshaneg ou Croshanec en 1113, Croshavec en 1387, Crocennec en 1448, Troezanec en 1464, Croessenec en 1536, puis Croessanvec.
Pour Albert Dauzat, Croixanvec (Croshavec, 1387 ; Quoessanvec, 1422) est « composé de croix et du breton hanvec (racine hanv, été ; hanvec, nom d'homme ou “méridional” ». Croixanvec doit donc son toponyme à une pâture d'été située au croisement de deux chemins.

## Histoire

### Moyen-Âge
Selon un aveu de 1471, Croixanvec était au sein de la Vicomté de Rohan, une des 46 paroisses ou trèves de la seigneurie proprement dite de Rohan.

### LeXIXesiècle

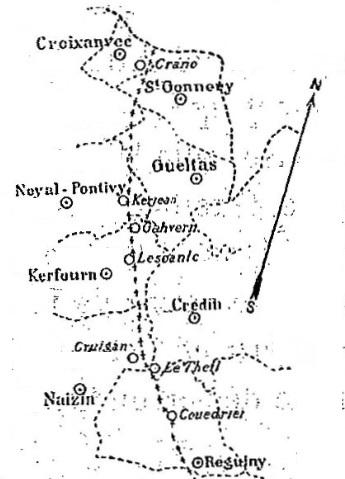
La limite entre les langues bretonne et gallèse (carte de 1886).

La région est traditionnellement à la limite entre les langues française (pays gallo) et bretonne, qui est ainsi décrite en 1886 : Croixanvec est une commune bretonnante et Saint-Gonnery, sauf une petite pointe à l'ouest, est de langue française ; la limite entre les deux langues laisse ensuite en pays français la commune de Gueltas, passe par Kerjean, commune de Noyal-Pontivy, qui parle breton, sauf deux villages à l'est de cette limite. Laissant le bourg de Kerfourn en pays bretonnant, elle passe par Gahvern et Lesoanic, hameaux de cette commune.

## Politique et administration
| Période                                  | Période          | Identité              | Étiquette | Qualité |
| ---------------------------------------- | ---------------- | --------------------- | --------- | ------- |
| Les données manquantes sont à compléter. |                  |                       |           |         |
| Avril 1819                               | juillet 1855     | Jean Louis Le Joly    |           |         |
| 1865                                     | 1871             | Jean Baptiste Le Joly |           |         |
| Les données manquantes sont à compléter. |                  |                       |           |         |
| mars 2001 Réélue en 2008, 2014 et 2020   | 31 décembre 2021 | Sylviane Le Ponner    |           |         |

| Période        | Période  | Identité     | Étiquette | Qualité |
| -------------- | -------- | ------------ | --------- | ------- |
| 7 janvier 2022 | En cours | Valérie Béra |           |         |

## Démographie
L'évolution du nombre d'habitants est connue à travers les recensements de la population effectués dans la commune depuis 1793. Pour les communes de moins de 10 000 habitants, une enquête de recensement portant sur toute la population est réalisée tous les cinq ans, les populations de référence des années intermédiaires étant quant à elles estimées par interpolation ou extrapolation. Pour la commune, le premier recensement exhaustif entrant dans le cadre du nouveau dispositif a été réalisé en 2005.

En 2018, la commune comptait 168 habitants, en évolution de +9,8 % par rapport à 2012 (Morbihan : +3,82 %, France hors Mayotte : +2,11 %).
| 1793 | 1800 | 1806 | 1821 | 1831 | 1836 | 1841 | 1846 | 1851 |
| ---- | ---- | ---- | ---- | ---- | ---- | ---- | ---- | ---- |
| 309  | 279  | 249  | 311  | 311  | 266  | 273  | 303  | 282  |

| 1856 | 1861 | 1866 | 1872 | 1876 | 1881 | 1886 | 1891 | 1896 |
| ---- | ---- | ---- | ---- | ---- | ---- | ---- | ---- | ---- |
| 267  | 289  | 296  | 325  | 291  | 350  | 370  | 379  | 374  |

| 1901 | 1906 | 1911 | 1921 | 1926 | 1931 | 1936 | 1946 | 1954 |
| ---- | ---- | ---- | ---- | ---- | ---- | ---- | ---- | ---- |
| 360  | 440  | 365  | 349  | 365  | 346  | 326  | 292  | 252  |

| 1962 | 1968 | 1975 | 1982 | 1990 | 1999 | 2005 | 2006 | 2010 |
| ---- | ---- | ---- | ---- | ---- | ---- | ---- | ---- | ---- |
| 222  | 181  | 152  | 143  | 154  | 164  | 155  | 156  | 152  |

| 2015 | 2018 | - | - | - | - | - | - | - |
| ---- | ---- | - | - | - | - | - | - | - |
| 165  | 168  | - | - | - | - | - | - | - |

## Culture locale et patrimoine

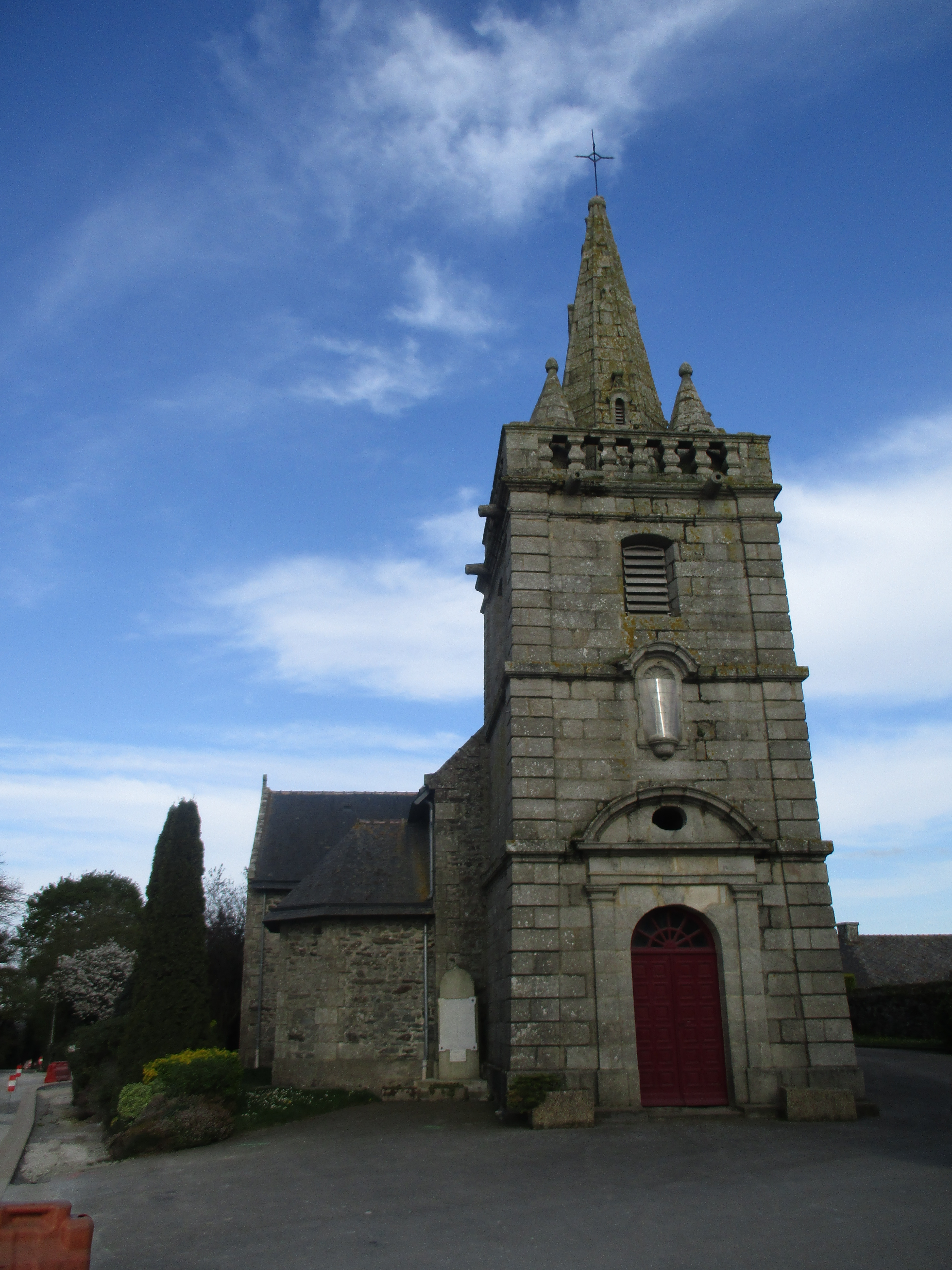
L'église Saint-Samson-et-Saint-Maurice.

### Lieux et monuments
- Église Saint-Samson-et-Saint-Maurice.

## Personnalités liées à la commune
- Maurice Duault (v. 1115-1190), saint breton né au hameau de Kerbarh en Croixanvec.